# سوني كينغ (فنان)
سوني كينغ (بالإنجليزية: Sonny King)‏ هو فنان أسترالي، ولد في 1940 في سيدني في أستراليا.